# Iglesia de la Asunción de Nuestra Señora (Alzo)
La iglesia de la Asunción de Nuestra Señora es un inmueble de la localidad española de Alzo, en la provincia de Guipúzcoa.

## Descripción
El edificio se encuentra en la localidad española de Alzo, perteneciente a la provincia de Guipúzcoa, en la comunidad autónoma del País Vasco. Se menciona como iglesia parroquial del lugar en el Diccionario histórico-geográfico-descriptivo de los pueblos, valles, partidos, alcaldías y uniones de Guipúzcoa (1862) de Pablo de Gorosábel, donde aparece descrita con las siguientes palabras:

Cada uno de dichos lugares tiene su respectiva iglesia parroquial. La de Alzo de arriba es de la advocacion de Santa Maria de la Asuncion, del patronato dle mismo; y se halla servida por un rector cuya presentacion corresponde á los dueños de casas de su término. [...] Ambas iglesias son proporcionadas al vecindario para el que están destinadas, de formas regulares y muy decentes. En la de arriba hay una ermita de la advocacion de Santa Bárbara.
(Gorosábel, 1862, p. 25)